# Rose Zwi
Rose Zwi (Oaxaca, 8 de mayo de 1928-22 de octubre de 2018) fue una escritora sudafricana-australiana nacida en México, conocida por su trabajo sobre la inmigración en Sudáfrica. Su novela Another Year in Africa (1980) se desarrolla en una ciudad ficticia de Mayfontein, cerca de Johannesburgo a fines de la década de 1930 y principios de la década de 1940. La novela es una crónica de exilio, alienación y asimilación centrada en una comunidad judía de ascendencia lituana.

## Biografía
Nació en Oaxaca (México) hija de refugiados judíos de Lituania. Su familia se mudó a Sudáfrica cuando era una niña. En 1967 Zwi se graduó de la Universidad de Witwatersrand (Johannesburgo) con una licenciatura en literatura inglesa. Vivió brevemente en Israel, pero regresó a Sudáfrica en 1988. Se convirtió en ciudadana australiana en 1992 y vivió en Sídney (Nueva Gales del Sur).

## Premios
- 1982 - Ganadora del Premio Olive Schreiner por otro año en África : un premio para escritores nuevos y emergentes.[4]
- 1982 - Premio Mofolo-Plomer por una novela inédita (The Umbrella Tree)[5]
- 1994 - Premio de ficción de la Comisión de Derechos Humanos e Igualdad de Oportunidades para Casas Seguras [6]

## Obras
- Otro año en África (Bateleur Press, 1980)
- La pirámide invertida   : una novela (Ravan Press, 1981)
- Exiliados: una novela (Ad. Donker, 1984)[7]
- El árbol de paraguas (Penguin, 1990)
- Casas seguras (Spinifex, 1993)
- Última caminata en el parque Naryshkin (Spinifex Press, 1997)[8]
- Habla la verdad, riendo nueve historias y una novela, arresto domiciliario (Spinifex, 2002)[9]
- Once Were Slaves ( Museo Judío de Sídney, 2010)